# Djasr Kasentina
Djasr Kasentina, prima Gué de Constantine, è un comune dell'Algeria, situato nella provincia di Algeri.

## Geografia fisica
Il comune si trova 10 km a sud del centro di Algeri, a un'altitudine media di 60 metri sul livello del mare. È situato su una collina che degrada verso il letto dell'oued El Harrach.

## Storia
In epoca ottomana vi era la Haouch Hussein Pacha, che divenne la fattoria modello durante la colonizzazione francese. Durante la colonizzazione francese, c'era anche un ponte sull'Oued El Harrach, a est, noto come Gué de Constantine, che in seguito diede il nome al comune. Nel 1862, su questo territorio, che faceva parte del comune di Kouba, fu inaugurata la stazione ferroviaria di Gué de Constantine sulla linea Algeri-Blida. Nelle vicinanze sono sorte industrie come una zolfara e una fabbrica di mattoni. Nel 1978 si decise di creare un'area residenziale urbana ad Ain Naadja. Il comune di Djasr Kasentina è stato creato nel 1984 con i territori staccati dai comuni di Kouba, Birkhadem e Hussein Dey.

## Geografia antropica

### Urbanistica
Il comune è una città nuova, costituita principalmente da grandi complessi residenziali costruiti all'inizio degli anni 1980. All'inizio della sua costruzione esistevano solo alcune fattorie a ovest e una piccola zona industriale a sud. Nel comune è situato un ospedale militare e universitario, ritenuto tra i migliori in Africa, presso Ain Naadja.

## Economia
All'inizio del XX secolo sono stati creati numerosi siti industriali lungo la linea ferroviaria. Tra questi, la fabbrica di cavi (CABEL), l'azienda di imballaggi metallici (EMB), EDIMEL, il gruppo cementiero GICA, Saidal, Asmidal e ONAB. La sede del gruppo Sonelgaz e diverse filiali si trovano nel comune.

## Infrastrutture e trasporti

### Strade
È servito a ovest dalla tangenziale sud di Algeri, a sud della strada nazionale 38 e, a nord, dalla strada nazionale 63.

### Ferrovie
Il comune ha due stazioni ferroviarie: Gué de Constantine, nel quartiere di Semmar, e Aïn Naâdja, entrambe servite dal treno suburbano del Servizio ferroviario della periferia di Algeri sulle diramazioni di Zéralda e El Affroun.

### Metropolitana
Il comune è servito dalle stazioni di Gué de Constantine ed Aïn Naâdja della metropolitana di Algeri. Inoltre, sono in costruzione le stazioni di Mohamed Boudiaf, Aïn Naadja-Gare e Parc Urbain.

### Trasporto pubblico
Il comune è servito dalle linee di bus 67, 79, 81 e 82 dell'ETUSA.